# Bola de Prata
Pour la récompense équivalente dans le championnat du Portugal aussi appelée Bola de Prata, voir Meilleurs buteurs du championnat du Portugal de football.

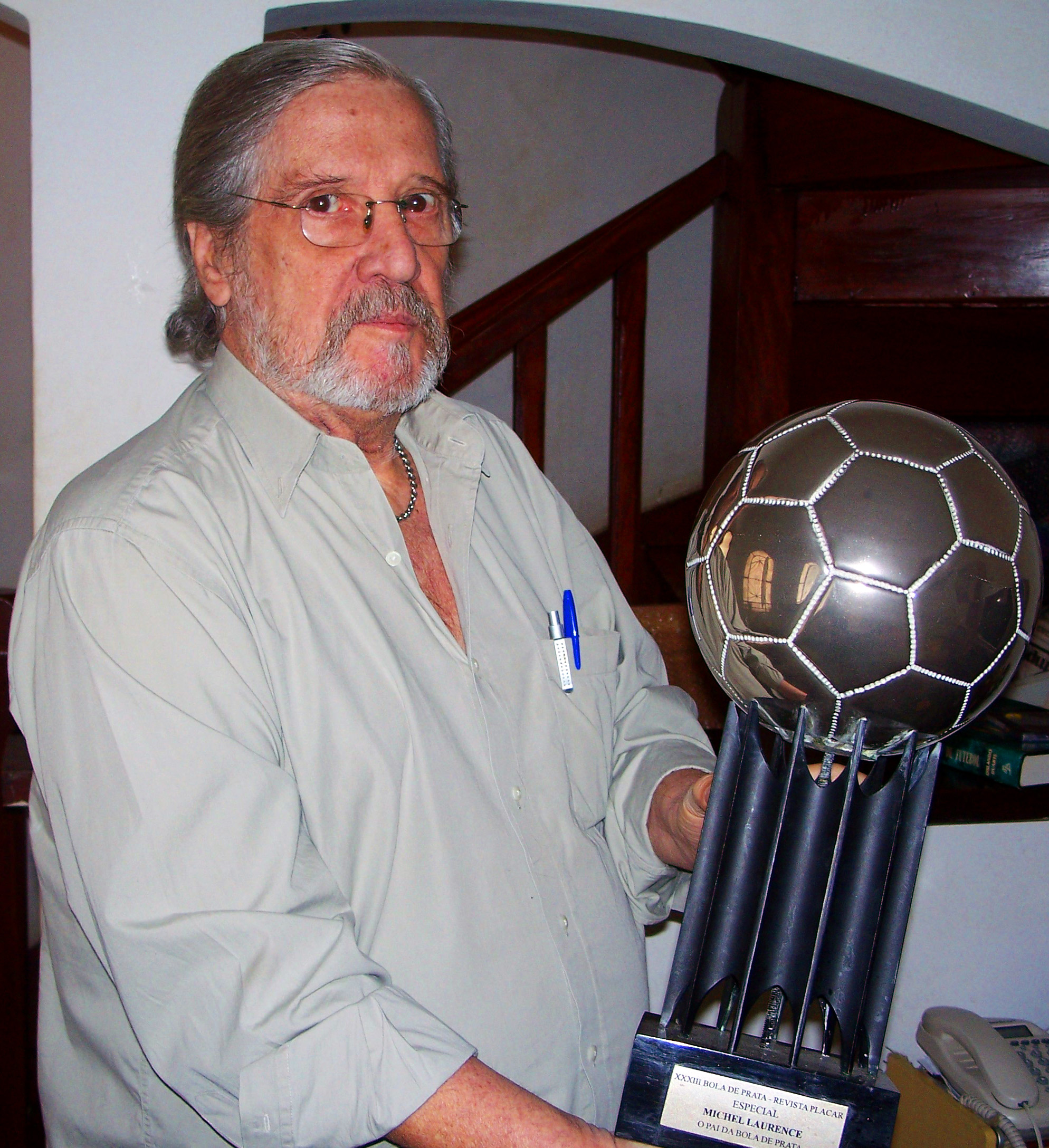
Michel Laurence, l'un des créateurs du trophée de Bola de Prata, donné par Placar magazine aux meilleurs joueurs de la ligue du Brésil chaque année.

La Bola de Prata (« ballon d'argent » en français) est une distinction attribuée chaque année par le magazine brésilien Placar. Elle récompense, chaque année depuis 1973, les meilleurs joueurs du championnat du Brésil de football à leur poste.

## Fonctionnement
Lors de chaque match, les journalistes attribuent des notes allant de 0 à 10 aux joueurs. À la fin du championnat, les joueurs ayant obtenu la meilleure moyenne, chacun à son poste, sont récompensés par le « ballon d'argent » (à condition d'avoir disputé au moins 16 matches dans la saison). Le joueur comptant la meilleure moyenne entre eux gagne le « ballon d'or brésilien », la Bola de Ouro.
Depuis 2008, le « soulier d'or » (chuteira de ouro en portugais) récompense le meilleur buteur dans les compétitions nationales de l'année (championnats des États, coupe du Brésil et championnat du Brésil).

## Palmarès
En 2008, Rogério Ceni remporte le prix pour la 6e fois, le record actuel.
Les joueurs Zico, Júnior et Renato Gaúcho comptent chacun 5 prix.

### 1970
Sélection : Picasso (BAH), Humberto Monteiro (ATM), Brito (CRU), Reyes (en) (FLA), Everaldo (GRE), Zanata (FLA), Dirceu Lopes (CRU), Samarone (FLU), Vaguinho (ATM), Tostão (CRU) et Paulo César Caju (BOT)

### 1971
Sélection : Andrada (VAS), Humberto Monteiro (ATM), Pescuma (CTB), Vantuir (ATM), Carlindo (CEA), Vanderlei (ATM), Dirceu Lopes (CRU), Rivellino (COR), Antônio Carlos (ARJ), Tião Abatiá (CTB) et Edu (SAN)

### 1972
Sélection : Leão (PAL), Aranha (REM), Figueroa (INT), Beto Bacamarte (GRE), Marinho Chagas (BOT), Piazza (CRU), Ademir da Guia (PAL), Zé Roberto (CTB), Osni (VIT), Alberi (ABC) et Paulo César Caju (FLA)

### 1973
En 1973, Placar commence à récompenser le joueur avec la meilleure moyenne parmi les sélectionnés pour la Bola de Prata et lui attribue la Bola de Ouro. Lors de cette première édition, le prix fut partagé entre deux joueurs, ce qui ne se reproduisit plus par la suite.
Sélection : Cejas (SAN), Zé Maria (COR), Ancheta (GRE), Alfredo (PAL), Marinho Chagas (BOT), Pedro Omar (AMG), Pedro Rocha (SPA), Dirceu Lopes (CRU), Zequinha (BOT), Mirandinha (SPA) et Mário Sérgio (VIT)

Bola de Ouro : Cejas (SAN) et  Ancheta (GRE)

### 1974
Sélection : Joel Mendes (VIT), Louro (FOT), Figueroa (INT), Miguel (VAS), Wladimir (COR), Dudu (PAL), Mário Sérgio (VIT), Zico (FLA), Osni (VIT), Luisinho (AFC) et Lula (INT)

Bola de Ouro : Zico (FLA)

### 1975
Sélection : Waldir Peres (SPA), Nelinho (CRU), Figueroa (INT), Amaral (GUA), Marco Antônio (FLU), Falcão (INT), Carpegiani (INT), Zico (FLA), Gil (FLU), Palhinha (CRU) et Ziza (GUA)

Bola de Ouro : Waldir Peres (SPA)

Meilleur buteur : Flávio (INT) - 16 buts

### 1976
Sélection : Manga (INT), Perivaldo (BAH), Figueroa (INT), Beto Fuscão (GRE), Wladimir (COR), Toninho Cerezo (ATM), Paulo César Caju (FLU), Paulo Isidoro (ATM), Valdomiro (INT), Doval (FLU) et Lula (INT)

Bola de Ouro : Figueroa (INT)

Meilleur buteur : Dario (INT) - 28 buts

### 1977
Sélection : Edson (REM), Zé Maria (COR), Oscar (Ponte Preta), Polozi (Ponte Preta), Marco Antônio (VAS), Toninho Cerezo (ATM), Adílio (FLA), Zico (FLA), Tarciso (GRE), Reinaldo (ATM) et Paulo César Caju (BOT)

Bola de Ouro : Toninho Cerezo (ATM)

Meilleur buteur : Reinaldo (ATM) - 28 buts

### 1978
Sélection : Manga (Operário), Rosemiro (PAL), Rondinelli (FLA), Deodoro (CTB), Odirlei (Ponte Preta), Caçapava (INT), Falcão (INT), Adílio (FLA), Tarciso (GRE), Paulinho (VAS) et Jésum (BAH)

Bola de Ouro : Falcão (INT)

Meilleur buteur : Paulinho (VAS) - 13 buts

### 1979
Sélection : João Leite (ATM), Nelinho (CRU), Osmar (ATM), Mauro Galvão (INT), Pedrinho (PAL), Píres (PAL), Falcão (INT), Jorge Mendonça (PAL), Jorginho (PAL), Roberto Dinamite (VAS) et Joãozinho (CRU)

Bola de Ouro : Falcão (INT)

Meilleur buteur : César (AFC) et Roberto César (CRU) - 13 buts

### 1980
Sélection : Carlos (Ponte Preta), Nelinho (CRU), Joãozinho (SAN), Luizinho (ATM), Júnior (FLA), Toninho Cerezo (ATM), Batista (INT), Sócrates (COR), Botelho (Desportiva Capixaba), Baltazar (GRE) et Mário Sérgio (INT)

Bola de Ouro : Toninho Cerezo (ATM)

Meilleur buteur : Zico (FLA) - 21 buts

### 1981
Sélection : Benitez (INT), Perivaldo (BOT), Moisés (BNG), Dario Pereyra (SPA), Marinho Chagas (SPA), Zé Mário (Ponte Preta), Elói (Inter de Limeira), Paulo Isidoro (GRE), Paulo César (SPA), Roberto Dinamite (VAS) et Mário Sérgio (INT)

Bola de Ouro : Paulo Isidoro (GRE)

Meilleur buteur : Nunes (FLA) - 16 buts

### 1982
Sélection : Carlos (Ponte Preta), Leandro (FLA), Juninho (Ponte Preta), Edinho (FLU), Wladimir (COR), Batista (GRE), Pita (SAN), Zico (FLA), Lúcio (GUA), Careca (GUA) et Biro-Biro (COR)

Bola de Ouro : Zico (FLA)

Meilleur buteur : Serginho Chulapa (SPA) et Zico (FLA) - 20 buts

### 1983
Sélection : Roberto Costa (CAP), Nelinho (ATM), Márcio Rossini (SAN), Dario Pereyra (SPA), Júnior (FLA), Dema (SAN), Paulo Isidoro (SAN), Pita (SAN), Jorginho (PAL), Reinaldo (ATM) et Éder (ATM)

Bola de Ouro : Roberto Costa (CAP)

Meilleur buteur : Serginho Chulapa (SAN) - 22 buts

### 1984
Sélection : Roberto Costa (VAS), Édson (COR), Ivan (VAS), De León (GRE), Júnior (FLA), Pires (VAS), Romerito (FLU), Assis (FLU), Renato Gaúcho (GRE), Roberto Dinamite (VAS) et Tato (FLU)

Bola de Ouro : Roberto Costa (VAS)

Meilleur buteur : Roberto Dinamite (VAS) - 16 buts

### 1985
Sélection : Rafael (CTB), Luís Carlos Winck (INT), Leandro (FLA), Mauro Galvão (INT), Baby (BNG), Dema (INT), Alemão (BOT), Rubén Paz (INT), Marinho (BNG), Careca (SPA) et Ado (BNG)

Bola de Ouro : Marinho (BNG)

Meilleur buteur : Edmar (GUA) - 20 buts

### 1986
Sélection : Gilmar (SPA), Alfinete (JOI), Ricardo Rocha (GUA), Dario Pereyra (SPA), Nelsinho (SPA), Bernardo (SPA), Pita (SPA), Jorginho (PAL), Sérgio Araújo (ATM), Careca (SPA) et João Paulo (GUA)

Bola de Ouro : Careca (SPA)

Meilleur buteur : Careca (SPA) - 25 buts

### 1987
Sélection : Taffarel (INT), Luís Carlos Winck (INT), Aloísio (INT), Luizinho (ATM), Mazinho (VAS), Norberto (INT), Milton (CTB), Zico (FLA), Renato Gaúcho (FLA), Renato (ATM) et Berg (BOT)

Bola de Ouro : Renato Gaúcho (FLA)

Meilleur buteur : Müller (SPA) - 10 buts

### 1988
Sélection : Taffarel (INT), Alfinete (GRE), Aguirregaray (INT), Pereira (BAH), Mazinho (VAS), Paulo Rodrigues (BAH), Adílson Heleno (CRI), Bobô (BAH), Vivinho (VAS), Nílson (INT) et Zinho (FLA)

Bola de Ouro : Taffarel (INT)

Meilleur buteur : Nílson (INT) - 15 buts

### 1989
Sélection : Gilmar Luís Rinaldi (SPA), Balu (CRU), Ricardo Rocha (SPA), Paulo Sérgio (ATM), Mazinho (VAS), Elzo (PAL), Raí (SPA), Bobô (SPA), Bismarck (VAS), Bizu (NAU) et Túlio (GOI)

Bola de Ouro : Ricardo Rocha (SPA)

Meilleur buteur : Túlio (GOI) - 11 buts

### 1990
Sélection : Ronaldo (COR), Gil Baiano (BRG), Adílson (CRU), Marcelo (COR), Biro-Biro (BRG), César Sampaio (SAN), Tiba (BRG), Luís Fernando (INT), Renato Gaúcho (FLA), Mazinho (BRG) et Careca (PAL)

Bola de Ouro : César Sampaio (SAN)

Meilleur buteur : Charles (BAH) - 11 buts

### 1991
Sélection : Marcelo (BRG), Gil Baiano (BRG), Márcio Santos (INT), Ricardo Rocha (SPA), Leonardo (SPA), Mauro Silva (BRG), Júnior (FLA), Neto (COR), Mazinho (BRG), Túlio (GOI) et Careca (PAL)

Bola de Ouro : Mauro Silva (BRG)

Meilleur buteur : Paulinho McLaren (SAN) - 15 buts

### 1992
Sélection : Gilberto (SPO), Cafú (SPA), Aílton (SPO), Alexandre Torres (VAS), Válber (BOT), Mauro Silva (BRG), Júnior (FLA), Zinho (FLA), Renato Gaúcho (BOT), Bebeto (VAS) et Nélio (FLA)

Bola de Ouro : Júnior (FLA)

Meilleur buteur : Bebeto (VAS) - 18 buts

### 1993
Sélection : Dida (VIT), Cafú (SPA), Antônio Carlos (PAL), Ricardo Rocha (SAN), Roberto Carlos (PAL), César Sampaio (PAL), Djalminha (GUA), Roberto Cavalo (VIT), Edmundo (PAL), Alex Alves (VIT) et Rivaldo (COR)

Bola de Ouro : César Sampaio (PAL)

Meilleur buteur : Guga (SAN) - 15 buts

### 1994
Sélection : Ronaldo (COR), Pavão (SPA), Cléber (PAL), Jorge Luís (GUA), Roberto Carlos (PAL), Zé Elias (COR), Zinho (PAL), Rivaldo (PAL), Amoroso (GUA), Marcelinho Carioca (COR) et Luizão (GUA)

Bola de Ouro : Amoroso (GUA)

Meilleur buteur : Túlio (BOT) et Amoroso (GUA) - 19 buts

### 1995
Sélection : Wágner (BOT), Zé Maria (Portuguesa), Gamarra (INT), Andrei (JUV), Marcos Adriano (SAN), Leandro Ávila (BOT), Jamelli (SAN), Giovanni (SAN), Donizete (BOT), Túlio (BOT) et Renato Gaúcho (FLU)

Bola de Ouro : Giovanni (SAN)

Meilleur buteur : Túlio (BOT) - 23 buts

### 1996
Sélection : Dida (CRU), Alberto (CAP), Gamarra (INT), Adílson (GRE), Zé Roberto (POR), Ricardinho (CRU), Goiano (GRE), Djalminha (PAL), Rodrigo Fabri (POR), Paulo Nunes (GRE) et Renaldo (ATM)

Bola de Ouro : Djalminha (PAL)

Meilleur buteur : Paulo Nunes (GRE) et Renaldo (ATM) - 16 buts

### 1997
Sélection : Carlos Germano (VAS), Zé Carlos (SPA), Júnior Baiano (FLA), Mauro Galvão (VAS), Dedê (ATM), Doriva (ATM), Fernando (INT), Zinho (PAL), Rodrigo Fabri (POR), Edmundo (VAS) et Müller (SAN)

Bola de Ouro : Edmundo (VAS)

Meilleur buteur : Edmundo (VAS) - 29 buts

### 1998
Sélection : Dida (CRU), Arce (PAL), Gamarra (COR), Marcelo Djian (CRU), Júnior (PAL), Narciso (SAN), Vampeta (COR), Jackson (SPO), Valdo (CRU), Edílson (COR) et Fábio Júnior (CRU)

Bola de Ouro : Edílson (COR)

Meilleur buteur : Viola (SAN) - 21 buts

### 1999
Sélection : Dida (COR), Bruno (ATM), Roque Júnior (PAL), Cláudio Caçapa (ATM), Leandro (VIT), Rincón (COR), Belletti (ATM), Vampeta (COR), Marcelinho Carioca (COR), Marques (ATM) et Guilherme (ATM)

Bola de Ouro : Marcelinho Carioca (COR)

Meilleur buteur : Guilherme (ATM) - 28 buts

### 2000
Sélection : Rogério Ceni (SPA), Arce (PAL), Cris (CRU), Lúcio (INT), Sorín (CRU), Mineiro (PTP), Ricardinho (CRU), Juninho Paulista (VAS), Juninho Pernambucano (VAS), Romário (VAS) et Ronaldinho Gaúcho (GRE)

Bola de Ouro : Romário (VAS)

Meilleur buteur : Dill (GOI), Magno Alves (FLU) et Romário (VAS) - 20 buts

### 2001
Sélection : Emerson (BAH), Arce (PAL), Daniel (SCT), Gustavo (CAP), Léo (SAN), Simão (SCT), Preto (BAH), Kléberson (CAP), Roger (FLU), Marques (ATM) et Alex Mineiro (CAP)

Bola de Ouro : Alex Mineiro (CAP)

Meilleur buteur : Romário (VAS) - 21 buts

### 2002
Sélection : Diego (JUV), Mancini (ATM), Alex (SAN), Fábio Luciano (COR), Athirson (FLA), Tinga (GRE), Fábio Simplício (SPA), Ramon (VAS), Kaká (SPA), Robinho (SAN) et Gil (COR)

Bola de Ouro : Kaká (SPA)

Meilleur buteur : Rodrigo Fabri (GRE) et Luís Fabiano (SPA) - 19 buts

### 2003
Sélection : Rogério Ceni (SPA), Maurinho (CRU), Alex (SAN), Fabão (GOI), Léo (SAN), Maldonado (CRU), Renato (SAN), Alex (CRU), Marcelinho Carioca (VAS), Grafite (GOI) et Luís Fabiano (SPA)

Bola de Ouro : Alex (CRU)

Meilleur buteur : Dimba (GOI) - 31 buts

### 2004
- Sélection : Rogério Ceni (SPA), Paulo Baier (GOI), Lugano (SPA), Rodrigo (SPA), Léo (SAN), Mineiro (SCT), Magrão (PAL), Ricardinho (SAN), Petković (VAS), Robinho (SAN) et Washington (ATP)
- Bola de Ouro : Robinho (SAN)
- Meilleur buteur : Washington (CAP) - 34 buts

### 2005
- Sélection : Fábio Costa (COR), Cicinho (SPA), Lugano (SPA), Gamarra (PAL), Jadílson (GOI), Marcelo Mattos (COR), Mineiro (SPA), Petković (FLU), Juninho Paulista (PAL), Tevez (COR) et Rafael Sobis (INT)
- Bola de Ouro : Tevez (COR)
- Meilleur buteur : Romário (VAS) - 22 buts

### 2006
- Sélection : Rogério Ceni (SPA), Ilsinho (SPA), Fabão (SPA), Índio (INT), Kléber (SAN), Lucas (GRE), Mineiro (SPA), Wagner (CRU), Zé Roberto (BOT), Fernandão (INT) et Aloísio (SPA)
- Bola de Ouro : Lucas (GRE)
- Meilleur buteur : Souza (GOI) 17 buts

### 2007
- Sélection : Rogério Ceni (SPA), Leonardo Moura (FLA), Breno (SPA), Thiago Silva (FLU), Kléber (SAN), Richarlyson (SPA), Hernanes (SPA), Thiago Neves (FLU), Valdivia (PAL), Leandro Amaral (VAS) et Acosta (NAU)
- Bola de Ouro : Thiago Neves (FLU)
- Meilleur buteur : Josiel (PAR) 20 buts

### 2008
- Sélection : Rogério Ceni (SPA), Vítor (GOI), André Dias (SPA), Miranda (SPA), Juan (FLA), Ramires (CRU), Hernanes (SPA), Tcheco (GRE), Wagner (CRU), Nilmar (INT) et Borges (SPA)
- Bola de Ouro : Rogério Ceni (SPA)
- Meilleurs buteurs : Washington (FLU), Keirrison (CFC), Kléber Pereira (SAN) 21 buts

### 2009
- Sélection : Victor (GRE), Jonathan (CRU), André Dias (SPA), Miranda (SPA), Kléber (INT), Guiñazú (INT), Pierre (PAL), Petković (FLA), Marcelinho Paraíba (CTB), Adriano (FLA) et Diego Tardelli (CAM)
- Bola de Ouro : Adriano (FLA)
- Meilleurs buteurs : Diego Tardelli (CAM) e Adriano (FLA) - 19 buts

### 2010
- Sélection : Fábio (CRU), Mariano (FLU), Alex Silva (SPA), Chicão (COR), Roberto Carlos (COR), Elias (COR), Jucilei (COR), Conca (FLU), Montillo (CRU), Jonas (GRE) et Neymar (SAN)
- Bola de Ouro : Conca (FLU)
- Meilleurs buteurs : Jonas (GRE) - 23 buts

### 2011
- Sélection : Fernando Prass (VAS), Mário Fernandes (GRE), Dedé (VAS), Paulo André (COR), Juninho (FIG), Marcos Assunção (PAL), Paulinho (COR), Ronaldinho (FLA), Montillo (CRU), Fred (FLU) et Neymar (SAN)[1]
- Bola de Ouro : Neymar (SAN)
- Meilleurs buteurs : Borges (SAN) - 23 buts

### 2012
- Sélection : Diego Cavalieri (FLU), Marcos Rocha (ATM), Réver (ATM), Léo Silva (ATM), Carlinhos (FLU), Ralf (COR), Paulinho (COR), Ronaldinho (ATM), Zé Roberto (GRE), Fred (FLU) et Lucas (SPA)[2]
- Bola de Ouro : Ronaldinho (ATM)
- Meilleurs buteurs : Fred (FLU) - 20 buts

### 2013
- Sélection : Fábio (CRU), Mayke (CRU), Dedé (CRU), Rodrigo (GOI), Alex Telles (GRE), Elias (FLA), Nilton (CRU), Clarence Seedorf (BOT), Éverton Ribeiro (CRU), Diego Tardelli (CAM) et Walter (GOI)
- Bola de Ouro : Éverton Ribeiro (CRU)
- Meilleurs buteurs : Éderson (ATP) - 21 buts

### 2014
- Sélection : Marcelo Grohe (GRE), Marcos Rocha (CAM), Gil (COR), Rafael Tolói (SPA), Zé Roberto (GRE), Aránguiz (INT), Lucas Silva (CRU), Ricardo Goulart (CRU), Paulo Henrique Ganso (SPA), Diego Tardelli (CAM) e Guerrero (COR)
- Bola de Ouro : Ricardo Goulart (CRU)
- Meilleur buteur : Fred (FLU) - 18 buts

### 2015
- Sélection : Marcelo Grohe (GRE), Galhardo (GRE), Gil (COR), Geromel (GRE), Douglas Santos (CAM), Elias (COR), Rafael Carioca (CAM), Renato Augusto (COR), Jádson (COR), Luan (GRE), Lucas Pratto (CAM)
- Bola de Ouro : Renato Augusto (COR)
- Meilleur buteur : Ricardo Oliveira (SAN) - 20 buts
- Ensemble de sa carrière : Rogério Ceni (SAO)
- Révélation : Gabriel Barbosa  (SAN)

### 2016
- Sélection : Jailson (PAL), Jean (PAL), Pedro Geromel (GRE), Réver (FLA), Fábio Santos (CAM), William Arão (FLA), Tchê Tchê (PAL), Moisés (PAL), Dudu (PAL), Robinho (CAM), Gabriel Jesus (PAL)
- Bola de Ouro : Gabriel Jesus (PAL)
- Meilleur buteur : Fred (CAM), William Pottker (PON) et Diego Souza (SPO) - 14 buts
- Football féminin : Formiga (JOS)
- Meilleur entraîneur : Cuca (PAL)
- Prix spécial: Chapecoense[3],[4]

### 2017
- Sélection : Vanderlei (SAN), Fagner (COR), Pedro Geromel (GRE), Balbuena (COR), Thiago Carleto (CFC), Michel (GRE), Hernanes (SPA), Luan (GRE), Thiago Neves (CRU), Dudu (PAL), Jô (COR)
- Bola de Ouro : Jô (COR)
- Meilleur buteur : Jô (COR) et Henrique Dourado (FLU) - 18 buts
- Football féminin : Sole Jaimes (SAN)
- Meilleur entraîneur : Fábio Carille (COR)

### 2018
- Sélection :

| Gardien             | Défenseurs                                                                             | Milieux                                                                             | Attaquants                                                 |
| ------------------- | -------------------------------------------------------------------------------------- | ----------------------------------------------------------------------------------- | ---------------------------------------------------------- |
| Weverton(Palmeiras) | Mayke (Palmeiras) Pedro Geromel (Grêmio) Víctor Cuesta (Internacional) Renê (Flamengo) | Rodrigo Dourado (Internacional) Bruno Henrique (Palmeiras) Lucas Paquetá (Flamengo) | Everton (Grêmio) Gabriel Barbosa (Santos) Dudu (Palmeiras) |

- Bola de Ouro :  Dudu (Palmeiras)
- Meilleur buteur : Gabriel Barbosa (Santos) - 18 buts